# Jackson, Quận Burnett, Wisconsin
Jackson là một thị trấn thuộc quận Burnett, tiểu bang Wisconsin, Hoa Kỳ. Năm 2010, dân số của thị trấn này là 745 người.